# Gentiana bryophylla
Gentiana bryophylla är en gentianaväxtart som beskrevs av Harry Smith. Gentiana bryophylla ingår i släktet gentianor, och familjen gentianaväxter. Inga underarter finns listade i Catalogue of Life.